# Ardisia sadebeckiana
Ardisia sadebeckiana är en viveväxtart som beskrevs av Ernest Friedrich Gilg. Ardisia sadebeckiana ingår i släktet Ardisia och familjen viveväxter. Inga underarter finns listade i Catalogue of Life.